# Don-quichottisme
 (mai 2020).
Le don-quichottisme, est une condition ou action d’une personne idéaliste qui agit de manière désintéressée pour défendre des causes qu’elle estime justes. C'est une caractéristique du personnage de Don Quichotte, héros du roman de Miguel de Cervantes, Don Quichotte.

## Étymologie et définition
Ce mot est composé du nom Quichotte et du suffixe -isme qui indique l’attitude, la conduite, le comportement, la manière de procéder ou la coutume.
Le substantif Don-quichottisme   est de genre masculin. Il désigne l'exagération, l'extravagance ou la rareté des idéaux chevaleresques, caractéristiques du personnage de Don Quichotte. Il englobe des traits tels que l'orgueil, l'arrogance, la vanité, la fanfaronnade, l'imprudence, l'irascibilité, ainsi que la prétention à être ce qu'il n'est pas. Ce terme évoque également la naïveté propre à ce personnage cervantin, souvent en décalage avec la réalité qui l'entoure. 
Cela a également conduit à la création du terme Donquichottesque, utilisé pour désigner des comportements ou des attitudes caractéristiques de Don Quichotte,.

## Antécédents littéraires[6]
Pendant longtemps, on a supposé que le personnage Don Quichotte était inspiré d’un personnage réel.
Des sources possibles d’inspiration de base, sinon exactement des modèles, ont été perçues dans plusieurs anecdotes et mémoires de l’époque, certaines prétendument réelles, sur les personnes ayant des obsessions ou des troubles ou qui ont réagi avec extravagance à la lecture d’œuvres littéraires.
En dehors de l’humour festif, le plus important ici est l’aspect iconographique. Les antécédents emblématiques et populaires des deux héros cervantins ont peut-être peu ou pas contribué aux subtilités de la caractérisation romanesque, mais ils expliquent sans doute en grande partie leur puissant attrait visuel. Il n’y a aucun couple de personnages dans la littérature occidentale qui soit reconnaissable de façon plus immédiate et universelle, même pour les gens qui n’ont pas lu le livre. Cet effet est dû non seulement aux qualités de Cervantès pour la description courte et allumée[Quoi ?], mais aussi à son identification avec un certain élément archétypal. Le précédent du carnaval permet également de comprendre pourquoi les personnages de Cervantès se sont fait connaître si rapidement lors de fêtes et de processions dans le monde entier.
Cela dit, il serait prudent de ne pas accorder trop d’importance à ces précédents, qu’ils soient historiques, littéraires ou picturaux. Les chercheurs, toujours à la recherche de sources et d’affinités, ont tendance à sous-estimer l’originalité imaginative des écrivains de fiction. En ce qui concerne les modèles tirés de la réalité, Cervantès aurait pu soutenir, comme Graham Greene, que « l’expérience m’a appris qu’il m’est donné de baser un personnage secondaire et momentané sur un personnage réel. Un personnage réel est un obstacle au pouvoir de l’imagination ». On peut en dire autant des principaux « modèles » littéraires.

## Intention du roman
En écrivant le Quichotte, Cervantès voulait ridiculiser les livres de cavalerie, qui jouissaient d’une énorme popularité à l’époque. « Ce n’est pas un autre de mes désirs – déclare l’auteur dans le dernier chapitre – que se détourne avec dégoût les plus architecturaux et disparates histoires des livres de cavalerie. »
La vraie intention de Don Quichotte est d’être littéralement un héros de romance de cavalerie, ce qui signifie qu’il essaie de transformer sa vie en une romance chevaleresque. Il pense même que ses actions sont consignées dans un livre (il a raison, mais pas le livre qu’il croit). Il échoue irrémédiablement, parce qu’on ne peut pas traiter la vie de cette façon. Le résultat n’est pas une véritable imitation de la littérature, mais plutôt une parodie comique accidentelle. L’effort est encore plus absurde si l’on considère que le type de littérature qu’il choisit pour imiter n’est pas le genre narratif, mais un genre extrêmement fabuleux. Les possibilités comiques et ironiques de ce genre de parodie étaient infinies. Malgré l’éloignement romanesque, certaines des situations originelles sont évidentes même pour le lecteur moderne.

## Argument[7]
L’hidalgo manchego Alonso Quijano, appelé par ses voisins « le Bon », devient fou en lisant des livres de chevalerie et prend la résolution de devenir chevalier errant, sous le nom de don Quichotte (Quixote) de La Manche et se lance dans l’aventure pour réaliser son idéal : réparer les injustices, protéger les faibles, détruire le mal et mériter sa dame en récompense de ses prouesses, Dulcinée del Toboso (dans la réalité, la fermière Aldonza Lorenzo, idéalisée par lui et qui n’apparaît pas dans tout le roman).

### Don Quichotte et Sancho[7]
Les personnages principaux de l’œuvre, autour desquels les autres forment le cadre, sont Don Quichotte et Sancho Panza. Le premier est un fou, et sa folie est la base du roman, qui commence quand celui-ci se manifeste et finit quand le protagoniste retrouve la raison. Cette folie n’offre pas toujours les mêmes caractéristiques. Dans la première partie, Don Quichotte défigure la réalité qui lui est offerte sous les yeux en l’adaptant aux fantasmes qu’il a lus dans les livres de cavalerie. Ainsi, il voit un château où il n’y a qu’une vente, il distingue des géants qui ne sont que des moulins, il contemple les troupeaux et imagine qu’ils sont des armées, , etc.
La figure de Sancho est d’une importance vitale. D’une part, elle ouvre la voie au dialogue. Les conversations entre Don Quichotte et Sancho sont l’un des plus grands attraits du roman et permettent de se situer dans la manière de penser de Don Quichotte. D’un autre côté, c’est le prétexte pour opposer deux caractères complètement différents. Face à l’idéalisme de Don Quichotte, Sancho apparaît comme un être rude, glouton et rustique. Il ne comprend pas les extravagances de son maître et, dans la première partie, il est chargé de l’avertir que les merveilles que son esprit imagine ne sont que des manifestations normales d’une réalité quotidienne et vulgaire. Toutefois, il arrive involontairement à participer aux impulsions idéales et généreuses de Don Quichotte et, en ce sens, on peut parler de la quichottisation progressive de Sancho.

### Style[7]
La prose du Quichotte revêt une multitude de modalités stylistiques qui apportent au texte une naturalité et une fluidité absentes dans le roman castillan du XVIIe siècle. Les descriptions détaillées et les scènes narratives révèlent une grande ingéniosité. Les descriptions de litiges, de disputes, de tumultes et de passages à tabac parviennent à transmettre l’impression de mouvement rapide de façon magistrale, et ils sont exemples de dynamisme narratif difficilement imitables.

## Importance du Quichotte[7]
Déjà depuis l’apparition de la première partie, le succès du Quichotte fut fulminant et de nombreuses imitations ne tardèrent pas à apparaître, dont la plus célèbre fut le Quichotte (1614) apocryphe d’Alonso Fernández de Avellaneda. Considéré au départ comme un roman humoristique, on a essayé de comprendre l’œuvre plus profondément à partir du romantisme et, depuis lors, on a vu se succéder toutes sortes d’interprétations. Don Quichotte est sans aucun doute un fou, mais cette folie fait de lui un modèle de comportement, parce qu’à tout moment il lutte contre le vent et la marée pour ses idéaux élevés : l’amour, la justice et la liberté. Son influence sur la littérature européenne a été énorme et, dans une large mesure, elle a donné naissance au roman réaliste moderne, notamment par son influence sur les conteurs britanniques du XVIIIe siècle, avec lesquels il démarre le grand roman européen.

## Postérité[8]

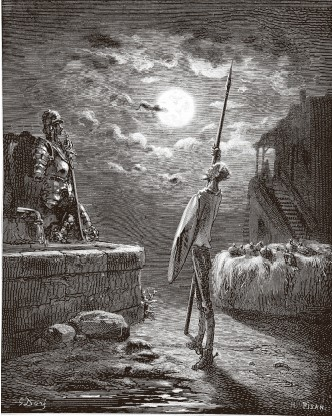
L’illustration des divers épisodes du Quichotte a généré des œuvres d’une qualité remarquable, comme les gravures de Gustave Doré. Dans cette image, don Alonso voile son armure.

Le Quichotte a servi de texte de référence à de nombreux ouvrages ultérieurs. Cervantès sentait dans la seconde partie de son roman que c’était en fait une réponse à la première partie et au Quichotte apocryphe, que son texte nécessiterait des commentaires et qu’il provoquerait ensuite des interprétations différentes et variées. Don Quichotte dit dans le troisième chapitre de la deuxième partie : « Et ainsi doit être mon histoire, qui aura besoin de commentaire pour la comprendre » (Cervantès, II : 571), bien que le bachelier Samson Carrasco ne le croie pas. Les quatre siècles passés ont montré que Cervantès avait raison : l’ingénieux hidalgo de la Manche et son compagnon de voyage, l’écuyer Sancho, sont entrés dans le domaine mythologique et archétypal. Son histoire a été lue à travers l’histoire de mille façons. « Ainsi, comme dans un jeu de lumières et de réflexes réciproques, de nombreux aspects du Quichotte sont découverts dans d’innombrables romans du XVIIe au  XXe siècle et vice versa » (Riley, 2004 : 7). On peut citer The Female Quixote de la romancière britannique Charlotte Ramsay Lennox paru en 1752 ou le roman de l'américaine Tabitha Gilman Tenney, Female Quixotism: Exhibited in the Romantic Opinions and Extravagant Adventures of Dorcasina Sheldon, publié en 1802 qui est le roman le plus vendu, le plus lu, le plus populaire jusqu'à la publication du roman La case de l'oncle Tom de Harriet Beecher Stowe en 1852,.Parmi ces romans figure également le texte clé de l’après-guerre espagnole du XXe siècle, Temps de silence de Luis Martín Santos.